# Candy Cummings
William Arthur Cummings, detto Candy (Ware, 18 ottobre 1848 – Toledo, 16 maggio 1924), è stato un giocatore di baseball statunitense di ruolo lanciatore nella National League (NL). È stato introdotto nella National Baseball Hall of Fame nel 1939.

## Carriera
Cummings, considerato l'inventore della curveball, il lancio a palla curva, giocò per cinque diversi squadre dal 1872 al 1877. Tra 1872 il 1875 lanciò nella National Association (NA) con New York Mutuals, Baltimore Canaries, Philadelphia White Stockings e Hartford Dark Blues. In ognuna di quelle stagioni vinse dalle 28 alle 35 partite. Le due stagioni successive le passò nella National League con Hartford nel 1876 e nel 1977 con i Cincinnati Reds. Tra i suoi primati, Cummings fu il primo giocatore a disputare due gare complete nella stessa giornata, il 9 settembre 1876.[6] Cummings lasciò la NL dopo avere lanciato solo 19 partite per Cincinnati per diventare il presidente della nuova International Association for Professional Base Ball Players.